# Adam Nawałka
Adam Nawałka, né le 23 octobre 1957 à Cracovie, est un footballeur international puis entraîneur polonais.

## Biographie

### Carrière d'entraîneur
En octobre 2013, il est nommé sélectionneur de la Pologne. Il succède à Waldemar Fornalik, limogé pour ne pas avoir réussi à qualifier la Pologne pour la Coupe du monde au Brésil.
Le 11 octobre 2014, lors des éliminatoires de l'Euro 2016, la Pologne bat pour la première fois de son histoire la sélection allemande.
À la suite de l'élimination de la Pologne au premier tour du Mondial 2018, son départ est entériné à compter du 1er août 2018.

## Palmarès
- Champion de Pologne en 1978
- 34 sélections (et un but) avec la Pologne, de 1977 à 1980